# Skwer Ptasi Zagajnik we Wrocławiu
Skwer Ptasi Zagajnik (niem. Hohenzollernplatz), od 1948 do 2014 plac Jakuba Szeli – skwer na osiedlu Powstańców Śląskich we Wrocławiu ograniczony ulicami Zaporoską, Lubuską i Skwierzyńską.

## Historia
Trójkątny plac powstał na przełomie XIX i XX wieku jako skwer otoczony kamienicami stojącymi przy ulicach Zaporoskiej, Lubuskiej i Skwierzyńskiej. W czasie oblężenia Wrocławia cała zabudowa placu została zniszczona. 24 marca 1948 roku władze polskie nazwały plac imieniem Jakuba Szeli, przywódcy powstania chłopskiego w Galicji. W czasie odbudowy tej części miasta zmieniono zupełnie charakter zabudowy, a na środku dawnego placu zbudowano blok mieszkalny o adresie Skwierzyńska 17−19, całkowicie zacierając ślady istnienia w tym miejscu placu. Nazwa długo nie była w powszechnym użyciu, 20 marca 2014 roku radni Rady Miasta stosowną uchwałą usunęli nazwę, a także zlikwidowali sam plac jako taki. W październiku 2015 roku Rada Miasta zdecydowała o nazwaniu terenu po byłym placu nazwą skwer Ptasi Zagajnik − z inicjatywą wystąpiła jedna z mieszkanek miasta.